# Gmina zbiorowa Rethem/Aller
Gmina zbiorowa Rethem/Aller (niem. Samtgemeinde Rethem/Aller) – gmina zbiorowa położona w niemieckim kraju związkowym Dolna Saksonia, w powiecie Heidekreis. Siedziba administracji gminy zbiorowej znajduje się w mieście Rethem (Aller).

## Podział administracyjny
W skład gminy zbiorowej Rethem/Aller wchodzą cztery gminy (Gemeinde),  w tym jedno miasto (Stadt):
1. Böhme
2. Frankenfeld
3. Häuslingen
4. Rethem (Aller)